# Maurice Cordier (cyclisme)
Ne doit pas être confondu avec Maurice Cordier, prêtre catholique et résistant français.
Pour les articles homonymes, voir Cordier (homonymie).
Maurice Cordier, né le 10 mai 1904 à Tours et mort le 23 août 1994 à Grosseto-Prugna, est un coureur cycliste français.

## Biographie
Le 13 mars 1921, lors de la réunion d’ouverture du vélodrome de Tours , sur un vélo d'emprunt, il est éliminé en série, il enlève le repêchage et à la surprise générale gagne la finale. En 1922, il recommence à courir, gagne quelques petites épreuves et à la fin de la saison il est classé parmi les bons sprinters régionaux. En 1923, il gagne des épreuves régionales ;  il est qualifié pour le championnat de France juniors, il va à Paris, où il court pour la première fois, il gagne sa série , enlève également sa demi-finale mais il est largement battu en finale par Lucien Michard.
Il court des américaines. Il fait notamment équipe avec le rémois Raymond Plassat
En juillet 1928, il est second  du championnat de France des amateurs derrière Roger Beaufrand,.
En décembre 1928, il s'associe à  Georges Coupry pour courir les six jours de Nice où ils finissent quatrième. En 1929 , ils font 3e aux Six Jours de Marseille, 9e aux six jours de Breslau et prennent le départ des six jours de Paris mais souffrant d'une foulure au poignet abandonne. En 1930, il s'engage de nouveau avec Georges Coupry pour les six jours de Paris où ils finissent 6e.
En 1931, il acquiert un magasin de cycles, rue de Bordeaux à Tours. Il arrête la compétition en 1932 et s'occupe des jeunes espoirs de Tours, notamment Jacques Barrére.

## Palmarès

### Championnat régional
- Champion d'Indre-et-Loire : 1923[2]

### Championnat de France
- 2e du championnat de France de vitesse juniors: 1923
- 2e  du championnat de France des amateurs et indépendants 1928

### Six jours
- 3e des Six Jours de Marseille avec Georges Coupry 1929

### Grand Prix
- Prix du Champ-de-Mars 1927[11]
- Prix Houben 1927[12]
- Prix du comité d'Honneur du MCVA (Angers)[13]
- Prix Hourlier-Comès 1930 avec Georges Coupry, 3e en 1929 avec Georges Coupry
- 2e du Grand Prix du Jour de l'An 1929 (américaine avec Georges Coupry[14])